# Muhammad IV di Kelantan
Paduka Sri Baginda Sultan Muhammad IV ibni al-Marhum Sultan Muhammad III (Kota Bharu, 23 maggio 1870 – Kota Bharu, 23 dicembre 1920) è stato sultano di Kelantan dal 1900 al 1920.

## Biografia
Muhammad IV di Kelantan nacque a Kota Bharu il 23 maggio 1870 ed era il figlio maggiore del sultano Muhammad III e della sua prima moglie Tengku Sofia binti al-Marhum Tengku Putih. Venne educato privatamente. Il 23 settembre 1890 gli fu concesso il titolo di Tengku Sri Indra Mahkota. Il 25 luglio 1898 divenne erede presuntivo con il titolo di Raja Muda.
Ascese al trono alla morte dello zio il 18 giugno 1900. Nel 1904 creò la forza di polizia del sultanato che inizialmente contava duecento membri armati con moderni fucili e con sede a Kota Bharu. L'anno successivo creò la Corte Superiore con sede presso l'Istana Balai Besar nella capitale. Nel 1906 dispose la creazione di una nuova moneta per l'uso pubblico. Il metallo utilizzato era lo stagno. Ai sensi del trattato anglo-siamese del 16 luglio 1909, il Kelantan passò sotto la protezione del Regno Unito. Il 26 ottobre dell'anno successivo siglò un trattato di protezione con i britannici. Il 16 luglio 1910 inaugurò un ponte sul Sungai Keladi. Nel 1913 inaugurò la ferrovia tra Crumb Hill e Tanah Merah, realizzata con la collaborazione del governo degli Stati malesi federati. L'anno successivo inaugurò una nuova linea che da Westport portava al Siam. Il 24 dicembre 1915 creò il Majlis Agama Islam, l'istituzione musulmana più antica del sultanato, con lo scopo di sviluppare più regolarmente l'Islam. Ristrutturò il Consiglio Esecutivo di Stato che era presieduto dal sovrano e che comprendeva i principali membri della famiglia reale e le persone più influenti.
Si sposò tre volte ed ebbe nove figli, cinque maschi e quattro femmine.
Morì nella sua residenza di Kota Bharu il 23 dicembre 1920 e fu sepolto nel cimitero reale di Kampung Langgar.